# Gymnoscelis obtusata
Gymnoscelis obtusata là một loài bướm đêm trong họ Geometridae.